# Amos Milburn
Pour les articles homonymes, voir Milburn (homonymie).
Amos Milburn est un pianiste et chanteur de blues et de rhythm and blues américain, né Joseph Amos Milburn Jr. à Houston, Texas, le 1er avril 1927, et mort le 3 janvier 1980. Il est connu pour les morceaux Chicken Shack Boogie, Down the Road a Piece et ses chansons célébrant l'alcool.

## Biographie
Enfant, Amos Milburn apprend le piano et joue à l'église le dimanche. Il s'initie au boogie-woogie dans les maisons closes. À quinze ans, il s'engage dans la marine jusqu'à la fin de la Seconde Guerre mondiale. Combattant dans le Pacifique, il joue du piano dans les cercles d'officiers.
De retour à Houston, il monte un premier groupe et écume les clubs locaux. Il signe bientôt avec la firme Aladdin Records (en même temps que Lightnin' Hopkins). Il enregistre notamment une version d'un morceau de Don Ray, Down The Road a Piece, qui sera ensuite repris par Merrill Moore, Chuck Berry, Jerry Lee Lewis et les Rolling Stones. Il obtient un certain succès, mais c'est en 1948 qu'il atteint la 1re place du classement rhythm & blues avec Chicken Shack Boogie, chanson vendue à un million d'exemplaires, annonciatrice du rock 'n' roll. Il enregistre d'ailleurs au début des années 1950 les titres Roll, Mr. Jelly, Let's Rock A While (1951) ou Rock, Rock, Rock (1952). Il est nommé « meilleur artiste de R&B » par le magazine Billboard deux années de suite en 1949 et 1950, et DownBeat le nomme « plus grande star de Blues et de Jazz » en 1949. Quand elles ne vantent pas ses prouesses sexuelles, ses chansons parlent surtout de son penchant pour l'alcool, comme Bad Bad Whisky, Let Me Go Home, Whiskey et One Scotch, One Bourbon, One Beer, qui fut en 1953 son dernier tube, et deviendra l’un des morceaux fétiches de John Lee Hooker.
Malgré une nouvelle version rock & roll de Chicken Shack en 1956, des participations dans les films Rhythm & Blues Review (1955) et Basin Street Review (1956), et des concerts aux côtés de Fats Domino ou Bo Diddley, le succès n'est plus au rendez-vous. Amos Milburn est évincé par la nouvelle génération. Il continue de graver quelques disques jusqu'en 1972, dont un album pour Motown en 1962. Il chante aussi avec Charles Brown ou Johnny Otis. En 1969, il ressent une première attaque, suivi d'une seconde en 1970 qui le rend infirme. Sobre, mais amputé d'une jambe, il meurt chez lui à Houston à 52 ans.
Son style, et notamment son jeu de piano, eurent une grande influence sur Fats Domino et Little Richard.

## Discographie

### Principaux singles
- Amos Blues - 1946
- Down the Road a Piece - 1947
- Chicken Shack Boogie - 1948 - no 1 R&B
- Bewildered - 1948 - no 1 R&B
- A&M Blues - 1948
- Roomin' House Baby - 1949 - no 1 R&B
- Bad, Bad, Whiskey - 1950 - no 1 R&B
- Thinkin' And Drinkin - 1952 - no 8 R&B
- Let Me Go Home, Whiskey - 1953 - no 3 R&B
- One Scotch, One Bourbon, One Beer - 1953 - no 2 R&B
- Good, Good Whisky - 1954 - no 5 R&B
- Milk and Water - 1954
- Rockin' The Boogie - (Gramophone record) - 1955

### Albums
- Let's Have A Party - 1957
- Amos Milburn Sings The Blues -  1958
- The Return of Blues Boss - 1963 - Motown Records